# Ratpenat frugívor escuat
El ratpenat frugívor escuat (Megaerops ecaudatus) és una espècie de ratpenat de la família dels pteropòdids. Viu a Brunei, Indonèsia, Malàisia i Tailàndia. El seu hàbitat natural són els boscos, des dels boscos perennes de plana fins als boscos secundaris pertorbats. Es creu que no hi ha cap amenaça particular per a la supervivència d'aquesta espècie, però parts del seu hàbitat estan afectades per la desforestació.